# Gran Premio del Brasile 2015
Il Gran Premio del Brasile 2015 si è corso domenica 15 novembre 2015 sul circuito di Interlagos, a San Paolo del Brasile, diciottesima prova della stagione 2015 del campionato mondiale di Formula 1, ed è stata vinta da Nico Rosberg su Mercedes. Rosberg, al suo tredicesimo successo nel mondiale, ha preceduto sul traguardo il suo compagno di squadra Lewis Hamilton e Sebastian Vettel su Ferrari.
Questo Gran Premio segna l'ultima gara in F1 per Alexander Rossi.

## Vigilia

### Sviluppi futuri
Il pilota belga Stoffel Vandoorne, campione della GP2 Series, annuncia l'ingaggio come pilota di riserva alla McLaren per il 2016, in sostituzione di Kevin Magnussen.
Christian Horner, team manager della Red Bull Racing, conferma che la scuderia sarà impegnata nel campionato anche per la stagione 2016. Nei mesi precedenti la permanenza del team austriaco in Formula 1 era stata messa fortemente in dubbio dalla mancanza di un motore considerato competitivo.
La FIA lancia una consultazione aperta a chi volesse fornire un motore clienti per il periodo tra il 2017 e il 2019; ciò a causa della difficoltà, per i motoristi già presenti nel campionato, di offrire un propulsore a costi contenuti. Le società interessate hanno tempo fino al 23 novembre per inviare la loro manifestazione d'interesse.

### Aspetti tecnici
La Pirelli, fornitrice unica degli pneumatici, per questa gara porta le mescole soft e medium.
La Federazione indica due zone per l'attivazione del DRS: la prima è fissata sulla Reta Oposta, con rilevazione del distacco fra piloti posta alla S do Senna; l'altra è posta sul rettilineo d'arrivo e il detection point è stabilito alla curva 13.
La Red Bull Racing monta sulla vettura di Daniel Ricciardo l'ultima evoluzione della power unit, della Renault, per la quale la casa francese ha impiegato sette gettoni di sviluppo. Le modifiche riguardano varie componenti del propulsore quali la testata, con un intervento sulla camera di combustione, sugli alberi a camme e sui condotti di aspirazione. Sono stati modificati anche i pistoni. Ciò comporta una penalizzazione di 10 posizioni sulla griglia di partenza, per il pilota australiano.

### Aspetti sportivi
La presenza del campione del mondo Lewis Hamilton è messa in dubbio da uno stato febbrile del pilota britannico che giunge in Brasile solo al giovedì prima della gara. Il britannico, poi regolarmente in pista, è anche reduce da un incidente automobilistico.
Il finlandese Mika Salo, ex pilota di F1, è nominato dalla FIA commissario aggiunto per questa gara. Salo ha già svolto in passato tale funzione, l'ultima al Gran Premio del Bahrein.
Jolyon Palmer prende il posto di Romain Grosjean alla Lotus nel corso delle prime prove libere del venerdì.

## Prove

### Resoconto
Lewis Hamilton è il più veloce nella prima sessione di prove libere. Il britannico precede di mezzo secondo Nico Rosberg, compagno di team, e di circa sei decimi Sebastian Vettel. Sia Hamilton che Kimi Räikkönen sono stati protagonisti di alcune frenate lunghe, con passaggio sulle vie di fuga. Felipe Massa ha perduto parte della sessione per la necessità di riparare una sospensione della sua Williams.
Nella seconda sessione si ribalta la graduatoria, con Rosberg che ora precede Hamilton, di circa mezzo decimo. Il britannico è stato limitato, nel suo giro più veloce, anche da una leggera pioggia che ha interessato il tracciato. Anche Rosberg ha avuto però dei problemi, di natura tecnica, al cambio, che hanno necessitato un reset all'elettronica della sua monoposto. Sebastian Vettel si è invece confermato col terzo tempo, anche se staccato di un secondo dal connazionale. La Ferrari è parsa però più competitiva sui long run, con l'utilizzo delle gomme medie. La sessione è stata interrotta, dopo circa mezz'ora, con bandiera rossa, per la necessità di recuperare la McLaren di Fernando Alonso, ferma per un guasto al motore. Al termine della sessione alcuni piloti si sono lamentati per la scarsa aderenza delle vetture sul tracciato; Nico Rosberg si è lamentato anche per il non perfetto stato dell'asfalto. Di parere opposto Lewis Hamilton, che ha giudicato buono lo stato di aderenza del tracciato. Sempre al termine della prima giornata di prove Valtteri Bottas è penalizzato di tre posizioni sulla griglia di partenza, per aver superato Felipe Nasr, con bandiere rosse esposte, nel corso della seconda sessione. Il pilota della Williams subisce anche la decurtazione di due punti sulla Superlicenza.
Lewis Hamilton è tornato a essere il pilota più veloce, nella sessione del sabato. Ancora una volta i primi due posti della classifica sono stati occupati da piloti della Mercedes, con Nico Rosberg, secondo, staccato di 123 millesimi. Vettel ha mantenuto ancora il terzo posto, riducendo però la distanza da Hamilton a sette decimi. Hamilton sperimenta, dopo circa 40 minuti di sessione, un problema al cambio, che lo costringe ai box, ma che non gli pregiudica la possibilità di proseguire la sessione, tanto da ottenere il tempo migliore negli ultimi minuti, che i piloti dedicano alla ricerca della prestazione sul giro, con l'utilizzo di gomme morbide.

### Risultati
Nella prima sessione del venerdì si è avuta questa situazione:
| Pos | Nº | Pilota           | Costruttore | Tempo    | Gap    | Giri |
| --- | -- | ---------------- | ----------- | -------- | ------ | ---- |
| 1   | 44 | Lewis Hamilton   | Mercedes    | 1'13"543 |        | 28   |
| 2   | 6  | Nico Rosberg     | Mercedes    | 1'14"062 | +0"519 | 36   |
| 3   | 5  | Sebastian Vettel | Ferrari     | 1'14"168 | +0"625 | 27   |

Nella seconda sessione del venerdì si è avuta questa situazione:
| Pos | Nº | Pilota           | Costruttore | Tempo    | Gap    | Giri |
| --- | -- | ---------------- | ----------- | -------- | ------ | ---- |
| 1   | 6  | Nico Rosberg     | Mercedes    | 1'12"385 |        | 42   |
| 2   | 44 | Lewis Hamilton   | Mercedes    | 1'12"843 | +0"458 | 39   |
| 3   | 5  | Sebastian Vettel | Ferrari     | 1'13"345 | +0"960 | 41   |

Nella sessione del sabato mattina si è avuta questa situazione:
| Pos | Nº | Pilota           | Costruttore | Tempo    | Gap    | Giri |
| --- | -- | ---------------- | ----------- | -------- | ------ | ---- |
| 1   | 44 | Lewis Hamilton   | Mercedes    | 1'12"070 |        | 16   |
| 2   | 6  | Nico Rosberg     | Mercedes    | 1'12"193 | +0"123 | 19   |
| 3   | 5  | Sebastian Vettel | Ferrari     | 1'12"760 | +0"690 | 19   |

## Qualifiche

### Resoconto
Nella prima fase delle qualifiche Lewis Hamilton ottiene il miglior crono, precedendo, ancora una volta, il suo compagno di scuderia, Nico Rosberg. Il terzo tempo è ottenuto, nuovamente, da una Ferrari, questa volta però tocca a Kimi Räikkönen. A differenza di molti altri Gran Premi, le Mercedes utilizzano, già in questa fase, gomme di mescola più morbida. Durante la sessione vi è un rischio di tamponamento, in uscita dalla S do Senna, tra Felipe Nasr e il sopraggiungente Felipe Massa. Fernando Alonso non riesce a completare un solo giro cronometrato, e viene perciò escluso dalla seconda fase. Assieme allo spagnolo vengono eliminati i piloti della Marussia, Jenson Button e Pastor Maldonado, preceduto da Marcus Ericsson di soli 4 centesimi.
In Q2 Hamilton conferma la sua leadership, ma scala al secondo posto Sebastian Vettel, staccato i meno di tre decimi. Il ferrarista precede l'altro pilota tedesco, Rosberg, che però, dopo aver ottenuto il suo primo giro cronometrato, non ha più affrontato il tracciato. Romain Grosjean effettua un'escursione di pista, senza conseguenze, ed è eliminato dalla fase decisiva. Oltre al francese, non accedono alla fase finale anche le due Sauber, Carlos Sainz Jr. e Sergio Pérez.
Nella fase decisiva si pone in cima alla classifica dei tempi Nico Rosberg, che precede Lewis Hamilton di meno di un decimo. Seguono poi Sebastian Vettel e il duo finlandese Bottas-Räikkönen. Col secondo tentativo Hamilton si avvicina a Rosberg, senza però essere capace di superarlo. Anche Vettel lima il suo tempo, ed è sempre terzo. Nico Rosberg ottiene così la ventunesima pole position della sua carriera in F1, la quinta consecutiva.
Al termine delle qualifiche, a seguito di un problema tecnico riscontrato sul propulsore, la Ferrari è costretta a sostituire la power unit sulla monoposto di Kimi Räikkönen: il riutilizzo di un vecchio motore permette al pilota finlandese di non subire penalizzazioni sulla griglia di partenza.
Anche Fernando Alonso, a seguito dei problemi tecnici riscontrati in qualifica, è costretto a sostituire la sua power unit. Dovendo però montare una nuova unità, e avendo già utilizzato il numero massimo di propulsori disponibili, lo spagnolo è penalizzato di 25 posizioni sulla griglia di partenza; non avendo ottenuto nessun tempo cronometrato, tale penalizzazione è di fatto neutra. Sulla vettura di Daniel Ricciardo vengono sostituite alcune componenti del motore (relative al controllo elettronico e all'immagazzinamento dell'energia): ciò comporta una penalizzazione di ulteriori 10 posizioni, da aggiungersi alle 10 già stabilite, per la sostituzione del motore, avvenuta prima delle inizio delle prove libere. Anche in questo caso la nuova penalizzazione non altera la posizione di partenza del pilota. Sempre dopo le qualifiche, Felipe Nasr è penalizzato di tre posizioni sulla griglia di partenza e di due punti sulla Superlicenza, per aver ostacolato Felipe Massa, nel corso della Q1.

### Risultati
Nella sessione di qualifica si è avuta questa situazione:
| Pos                         | Nº | Pilota           | Costruttore             | Q1          | Q2       | Q3       | Griglia |
| --------------------------- | -- | ---------------- | ----------------------- | ----------- | -------- | -------- | ------- |
| 1                           | 6  | Nico Rosberg     | Mercedes                | 1'11"746    | 1'12"213 | 1'11"282 | 1       |
| 2                           | 44 | Lewis Hamilton   | Mercedes                | 1'11"682    | 1'11"665 | 1'11"360 | 2       |
| 3                           | 5  | Sebastian Vettel | Ferrari                 | 1'12"240    | 1'11"928 | 1'11"804 | 3       |
| 4                           | 77 | Valtteri Bottas  | Williams-Mercedes       | 1'12"934    | 1'12"374 | 1'12"085 | 7       |
| 5                           | 7  | Kimi Räikkönen   | Ferrari                 | 1'12"185    | 1'12"243 | 1'12"144 | 4       |
| 6                           | 27 | Nico Hülkenberg  | Force India-Mercedes    | 1'12"595    | 1'12"485 | 1'12"265 | 5       |
| 7                           | 26 | Daniil Kvjat     | Red Bull Racing-Renault | 1'12"730    | 1'12"527 | 1'12"322 | 6       |
| 8                           | 19 | Felipe Massa     | Williams-Mercedes       | 1'12"890    | 1'12"858 | 1'12"415 | 7       |
| 9                           | 3  | Daniel Ricciardo | Red Bull Racing-Renault | 1'12"639    | 1'12"825 | 1'12"417 | 19      |
| 10                          | 33 | Max Verstappen   | STR-Renault             | 1'12"824    | 1'12"712 | 1'12"739 | 9       |
| 11                          | 12 | Felipe Nasr      | Sauber-Ferrari          | 1'13"111    | 1'12"989 | N.D.     | 13      |
| 12                          | 55 | Carlos Sainz Jr. | STR-Renault             | 1'13"267    | 1'13"045 | N.D.     | 10      |
| 13                          | 11 | Sergio Pérez     | Force India-Mercedes    | 1'13"140    | 1'13"147 | N.D.     | 11      |
| 14                          | 9  | Marcus Ericsson  | Sauber-Ferrari          | 1'13"346    | 1'13"233 | N.D.     | 12      |
| 15                          | 8  | Romain Grosjean  | Lotus-Mercedes          | 1'13"056    | 1'13"913 | N.D.     | 14      |
| 16                          | 13 | Pastor Maldonado | Lotus-Mercedes          | 1'13"385    | N.D.     | N.D.     | 15      |
| 17                          | 22 | Jenson Button    | McLaren-Honda           | 1'13"425    | N.D.     | N.D.     | 16      |
| 18                          | 53 | Alexander Rossi  | Marussia-Ferrari        | 1'16"151    | N.D.     | N.D.     | 17      |
| 19                          | 28 | Will Stevens     | Marussia-Ferrari        | 1'16"283    | N.D.     | N.D.     | 18      |
| Tempo limite 107%: 1'26"067 |    |                  |                         |             |          |          |         |
| NQ                          | 14 | Fernando Alonso  | McLaren-Honda           | senza tempo | N.D.     | N.D.     | 20      |

In grassetto sono indicate le migliori prestazioni in Q1, Q2 e Q3.

## Gara

### Resoconto
Prima della gara viene osservato un minuto di silenzio in onore delle vittime della strada. Il presidente della FIA, Jean Todt, ha preferito mantenere tale motivazione all'omaggio, già previsto prima della gara, senza associarvi anche il ricordo per le vittime degli attentati di Parigi, del 13 novembre. Una bandiera francese è comunque posta sul camion, che trasporta i piloti nella parata pre-gara, e tutti i piloti indossano il lutto al braccio.
Carlos Sainz Jr. ha un problema tecnico nel corso del giro di ricognizione, la sua vettura si ferma sul tracciato, tanto da dover essere trainato ai box. Lo spagnolo prende il via dalla pit lane.
Allo spegnimento del semaforo Nico Rosberg mantiene il comando della gara, davanti al compagno di scuderia Lewis Hamilton; dietro al duo della Mercedes si pone quello della Ferrari, poi Valtteri Bottas e Daniil Kvjat. La classifica resta invariata per diversi giri, fino a quando i piloti non effettuano la prima sosta, per il cambio degli pneumatici.
Al tredicesimo giro cambiano le gomme Nico Rosberg e Sebastian Vettel, mentre, un giro dopo, è il turno di Lewis Hamilton. Anche dopo questi pit stop la classifica resta immutata: il duo Rosberg-Hamilton guida il gruppo, seguiti poi da Vettel-Räikkönen, e da Bottas. Al giro 17 Nico Hülkenberg passa Pastor Maldonado, che non ha cambiato ancora le gomme, e conquista il sesto posto. Nel valzer dei cambi gomme il tedesco della Force India ha sopravanzato Kvjat.
Attorno al ventesimo giro Hamilton cerca di avvicinarsi a Rosberg, ma la eccessiva vicinanza tra le vetture rende troppo alta la temperatura degli pneumatici del britannico, che deve desistere dal portare un attacco al compagno di team. Al trentaduesimo giro Sebastian Vettel passa alle gomme soft, mentre il duo di testa, anche nel secondo cambio gomme, opta per le coperture di mescola media. la classifica rimane invariata, con Hamilton, rientrato in pista dietro a Kimi Räikkönen, che conquista presto la seconda posizione. Il finlandese della Ferrari effettua la seconda sosta al giro 39, tornando quarto.
Tra il quarantaseiesimo e il quarantanovesimo passaggio i primi quattro della classifica effettuano la terza sosta: Nico Rosberg continua a comandare con un discreto margine su Lewis Hamilton. Felipe Nasr esce dalla zona dei punti, passato dai due piloti della Lotus e da Max Verstappen. Al giro 58 Romain Grosjean strappa la nona posizione a Pastor Maldonado. Il venezuelano, a quattro giri dal termine, viene sorpassato anche da Verstappen.
Nico Rosberg si aggiudica la seconda gara consecutiva, davanti a Lewis Hamilton e Sebastian Vettel. Rosberg è così sicuro matematicamente del secondo posto nel campionato Piloti. Per la Mercedes è la undicesima doppietta stagionale, eguagliando il record del 2014.

### Risultati
I risultati del Gran Premio sono i seguenti:
| Pos | Nº | Pilota           | Costruttore             | Giri | Tempo/Ritiro       | Griglia | Punti |
| --- | -- | ---------------- | ----------------------- | ---- | ------------------ | ------- | ----- |
| 1   | 6  | Nico Rosberg     | Mercedes                | 71   | 1h31'09"090        | 1       | 25    |
| 2   | 44 | Lewis Hamilton   | Mercedes                | 71   | +7"756             | 2       | 18    |
| 3   | 5  | Sebastian Vettel | Ferrari                 | 71   | +14"244            | 3       | 15    |
| 4   | 7  | Kimi Räikkönen   | Ferrari                 | 71   | +47"543            | 4       | 12    |
| 5   | 77 | Valtteri Bottas  | Williams-Mercedes       | 70   | +1 giro            | 7       | 10    |
| 6   | 27 | Nico Hülkenberg  | Force India-Mercedes    | 70   | +1 giro            | 5       | 8     |
| 7   | 26 | Daniil Kvjat     | Red Bull Racing-Renault | 70   | +1 giro            | 6       | 6     |
| 8   | 8  | Romain Grosjean  | Lotus-Mercedes          | 70   | +1 giro            | 14      | 4     |
| 9   | 33 | Max Verstappen   | STR-Renault             | 70   | +1 giro            | 9       | 2     |
| 10  | 13 | Pastor Maldonado | Lotus-Mercedes          | 70   | +1 giro            | 15      | 1     |
| 11  | 3  | Daniel Ricciardo | Red Bull Racing-Renault | 70   | +1 giro            | 19      |       |
| 12  | 11 | Sergio Pérez     | Force India-Mercedes    | 70   | +1 giro            | 11      |       |
| 13  | 12 | Felipe Nasr      | Sauber-Ferrari          | 70   | +1 giro            | 13      |       |
| 14  | 22 | Jenson Button    | McLaren-Honda           | 70   | +1 giro            | 16      |       |
| 15  | 14 | Fernando Alonso  | McLaren-Honda           | 70   | +1 giro            | 20      |       |
| 16  | 9  | Marcus Ericsson  | Sauber-Ferrari          | 69   | +2 giri            | 12      |       |
| 17  | 28 | Will Stevens     | Marussia-Ferrari        | 67   | +4 giri            | 18      |       |
| 18  | 53 | Alexander Rossi  | Marussia-Ferrari        | 67   | +4 giri            | 17      |       |
| SQ  | 19 | Felipe Massa     | Williams-Mercedes       | 70   | +1 giro            | 8       |       |
| Rit | 55 | Carlos Sainz Jr. | STR-Renault             | 0    | Perdita di potenza | 10      |       |

## Classifiche mondiali

### Piloti
| Pos | Pilota           | Punti |
| --- | ---------------- | ----- |
| 1   | Lewis Hamilton   | 363   |
| 2   | Nico Rosberg     | 297   |
| 3   | Sebastian Vettel | 266   |
| 4   | Valtteri Bottas  | 136   |
| 5   | Kimi Räikkönen   | 135   |
| 6   | Felipe Massa     | 117   |
| 7   | Daniil Kvjat     | 94    |
| 8   | Daniel Ricciardo | 84    |
| 9   | Sergio Pérez     | 68    |
| 10  | Nico Hülkenberg  | 52    |
| 11  | Romain Grosjean  | 49    |
| 12  | Max Verstappen   | 49    |
| 13  | Felipe Nasr      | 27    |
| 14  | Pastor Maldonado | 27    |
| 15  | Carlos Sainz Jr. | 18    |
| 16  | Jenson Button    | 16    |
| 17  | Fernando Alonso  | 11    |
| 18  | Marcus Ericsson  | 9     |

### Costruttori
| Pos | Costruttore             | Punti |
| --- | ----------------------- | ----- |
| 1   | Mercedes                | 660   |
| 2   | Ferrari                 | 401   |
| 3   | Williams-Mercedes       | 253   |
| 4   | Red Bull Racing-Renault | 178   |
| 5   | Force India-Mercedes    | 120   |
| 6   | Lotus-Mercedes          | 76    |
| 7   | STR-Renault             | 67    |
| 8   | Sauber-Ferrari          | 36    |
| 9   | McLaren-Honda           | 27    |

## Decisioni della FIA
Al termine della gara, Felipe Massa, giunto ottavo, è squalificato dai commissari, in quanto la temperatura registrata alla partenza sullo pneumatico posteriore destro è troppo elevata, rispetto agli standard stabiliti dalla Pirelli. La gomma è stata misurata a 139 °C quando il limite di riscaldamento è fissato a 110 °C. La Williams ha annunciato ricorso in appello contro la decisione dei commissari. Secondo la scuderia britannica i propri sensori segnavano una temperatura all'interno di quanto richiesto dalla Pirelli. La Williams ha successivamente ritirato il reclamo.
Pastor Maldonado, oltre alla penalità di cinque secondi comminatagli durante la gara, subisce la decurtazione di un punto sulla Superlicenza a causa del contatto con Marcus Ericsson.